# 지정중학교 (강원)
지정중학교(地正中學校)는 대한민국 강원특별자치도 원주시 지정면 간현리에 있는 공립 중학교이다.

## 학교 연혁
- 1969년 10월 14일 : 지정중학교 설립인가 (6학급)
- 1970년 4월 8일 : 지정초등학교에서 신축 교사로 이전
- 1973년 1월 12일 : 제1회 졸업 (56명)
- 1974년 10월 25일 : 학교부지 1,241평 매입
- 2022년 3월 1일 : 제23대 배광재 교장 부임
- 2023년 12월 29일 : 제52회 졸업식(10명, 누계 2,579명)
- 2025년 3월 4일 : 입학식(신입생 69명)

## 참고 자료
- 지정중학교 - 한국교육학술정보원 학교알리미